# Maureen Junott
Maureen Junott (Melipilla, 7 de febrero de 1969) es un artista transformista y actor chileno.

## Biografía
Nacida en una familia católica de Melipilla, Mao Farías estudió diseño de vestuario en el Instituto Profesional de Ciencias y Artes INCACEA de Santiago e inició su trayectoria artística como transformista en 1989 en el desaparecido bar El Escondite del barrio Bellavista en Santiago.
El nombre de su personaje artístico está inspirado en el nombre de una prima llamada Maureen y Helene Junot, un personaje caracterizado por la actriz Joan Collins en la serie estadounidense Pecados.
Desde los años noventa es anfitriona de la discoteca chilena Fausto y ha sido parte de las participantes del docu-reality Amigas y Rivales, el backstage del concurso anual de transformismo realizado en la misma discoteca.
En 2014 actuó en el largometraje chileno No soy Lorena Dos años más tarde participó en la teleserie Preciosas de Canal 13.
En 2018 interpretó a Guido Bustamante, conocido como "La Corrupta”, figura del transformismo del sur de Chile, en la obra teatral homónima dirigida por Álex Córdova. El montaje fue parte del Festival Internacional Santiago OFF 2018.
Junto a las transformistas Paulette Favres, Dulce Lefferti, Mayra Vuitton y Sabrina O’Donnell participó en 2020 en la película Tengo miedo torero, protagonizada por Alfredo Castro y dirigida por Rodrigo Sepúlveda.

## Filmografía

### Cine
| Año  | Título             | Papel          | Ref.   |
| ---- | ------------------ | -------------- | ------ |
| 2014 | No Soy Lorena      | Rosetta        | [ 9 ]  |
| 2015 | Locas perdidas     | Mujer detenida | [ 10 ] |
| 2020 | Tengo miedo torero | Sin nombre     | [ 8 ]  |

### Televisión
| Año  | Título        | Papel          | Ref.  |
| ---- | ------------- | -------------- | ----- |
| 2016 | No Soy Lorena | Maureen Junott | [ 6 ] |

### Teatro
| Año  | Título      | Papel            | Ref.  |
| ---- | ----------- | ---------------- | ----- |
| 2018 | La Corrupta | Guido Bustamante | [ 7 ] |